# Guillermo Gulman Lapouble
Guillermo Gulman Lapouble (Piura, 25 de junio de 1900-Barranca, 24 de diciembre de 1958) fue un abogado, profesor, periodista y político peruano. Fue Alcalde de Piura entre 1947 y 1951; y senador por Piura de 1956 a 1958, llegando a ser segundo vicepresidente de su cámara. Falleció a consecuencia de un accidente de tránsito, mientras ejercía su mandato legislativo. En su memoria, una avenida principal de Piura lleva su nombre, así como un colegio público del distrito de Veintiséis de Octubre.

## Biografía
Hijo de Erasmo Gulman León y María del Pilar Lapouble Gilcon. Se casó en 1931 con Rosa Julia Checa Eguiguren (hija de Miguel Checa y Checa), con quien tuvo un hijo, Luis Gulman Checa.
Cursó sus estudios secundarios en el Colegio San Miguel de Piura y luego ingresó a la Universidad Nacional de Trujillo donde se graduó de bachiller en Derecho. El 26 de agosto de 1924 se recibió de abogado en la Universidad Nacional Mayor de San Marcos.
Regresó a Piura y se consagró a su profesión, abriendo un estudio jurídico en la quinta cuadra de la calle Lima. En 1947, y entre 1949 y 1951, fue decano del Colegio de Abogados de Piura.
Ejerció también como profesor de Filosofía, Economía Política y Educación Cívica en el Colegio San Miguel. En varias ocasiones llegó a ser director accidental de ese plantel. Uno de sus alumnos fue Mario Vargas Llosa, que luego destacaría como escritor.
También incursionó en el periodismo. Fue jefe de redacción, editorialista y director del diario El Tiempo de Piura.
Entre 1947 y 1951 fue alcalde del Concejo Provincial de Piura, en varias oportunidades (el cargo de alcalde se renovaba entonces anualmente).
En su tierra natal ejerció también la dirección de la Beneficencia Pública, la presidencia del Rotary Club, así como la presidencia del Club Grau.
En las elecciones generales de 1956 postuló para una senaduría por Piura por la agrupación Unificación Nacional, resultando ganador, por lo que debió trasladarse a Lima. Piura contaba solo con dos representantes en el Senado; el otro senador elegido fue Enrique Verdeguer López, un exalcalde de Piura al igual que Gulman. En la legislatura de 1958 fue nombrado segundo vicepresidente de su Cámara, siendo presidente de la misma su paisano Rodrigo Franco Guerra (que representaba a Lima).
El 23 de diciembre de 1958 se dirigió en automóvil de Lima a Piura para pasar las fiestas de fin de año en compañía de sus familiares. Eran aproximadamente las 12 y 30 de la madrugada del día 24, cuando, recorriendo la carretera Panamericana Norte a la altura de Barranca, chocó contra un camión, falleciendo a consecuencia del impacto. En el auto iban también un amigo, su hijo y tres nietos; solo su hijo sufrió algunas heridas leves, resultando los demás ilesos. Su cadáver fue llevado a Lima, siendo embalsamado para luego ser enviado a su natal Piura, donde se realizó su sepelio y entierro. 
En su memoria, una de las principales avenidas de la ciudad de Piura fue bautizada con su nombre: la Avenida Guillermo Gulman. Un colegio del distrito de Veintiséis de Octubre de la provincia de Piura lleva también su nombre.